# Белощёкая казарка

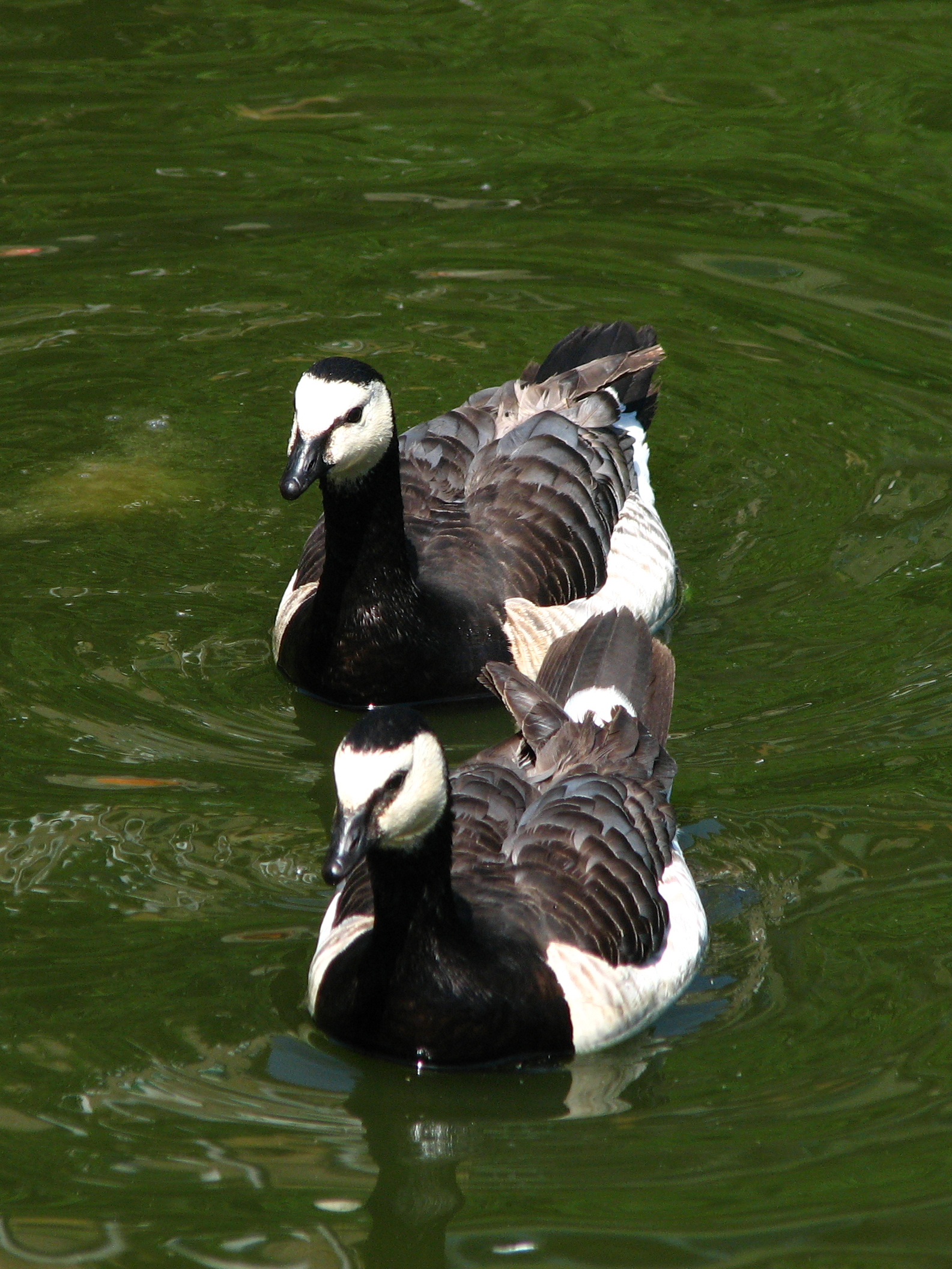
Белощёкие казарки в Московском зоопарке

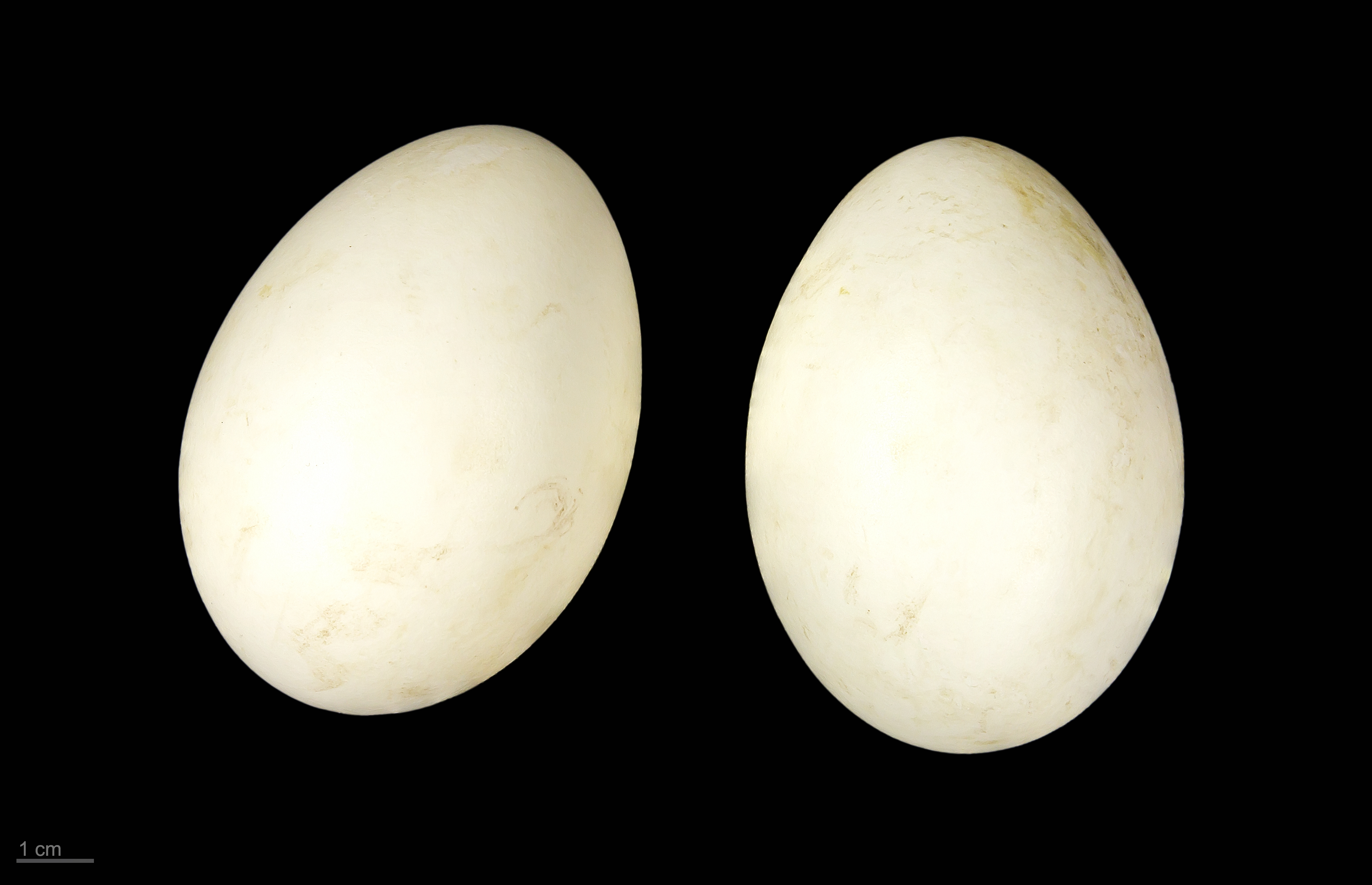
яйцо Branta leucopsis — Тулузский музеум

Белощёкая казарка (лат. Branta leucopsis) — небольшой гусь рода казарок семейства утиных.

## Описание
Длина тела 60—70 см, длина крыла 38,5—43 см, вес 1—2,5 кг. Внешне напоминает канадскую казарку. Имеет двухцветную окраску оперения: чёрная сверху, белую снизу. На боках тела серые полосы (они сильнее развиты у самцов). У молодых птиц вместо чёрного цвета в оперении преобладает тёмно-бурый. Пуховый птенец сверху тёмно-серый, снизу беловатый. У белощёкой казарки резко выделяются белые бока головы, лоб и горло.
Бегает быстро и нередко таким способом спасается от опасности во время линьки. Прекрасно плавает и легко летает.

## Гнездовья и зимовки
Гнездится белощёкая казарка на северо-восточном побережье Гренландии, островах Шпицберген, Вайгач и Новая земля. Гнездовые колонии встречаются в арктической тундре. На гнездовье придерживается горного ландшафта севера — скалистых обрывов и побережий, крутых склонов, чередующихся с понижениями, покрытыми сочной травой, берегов скалистых ручьев и озёр. Гнездится отдельными колониями до 75 пар, расстояние между отдельными гнездами — несколько десятков метров. Полная кладка состоит из 4—5 яиц. Белощёкие казарки, гнездящиеся в России, образуют обособленную восточноевропейскую популяцию.
Зимуют в Нидерландах (приморские низменности Фрисландии и район Дельты), а в начале зимы встречаются также на крайнем северо-западе Германии. Небольшое количество птиц в холодные зимы держится и в прилегающих к Дельте частях Бельгии и на северо-западе Франции. Покидая зимовки, белощёкие казарки мигрируют на восток узкой, так называемой беломорско-балтийской трассой. Фронт пролёта захватывает северо-западные районы Германии, основание п-ова Ютландия и южные датские острова Мён, Лолланн, Фальстер, далее пролегает над морем у южных побережий Швеции. На острове Готланд, а затем в Западной Эстонии казарки останавливаются на длительный отдых. В последние годы в Эстонии учитывается весной до 20 тыс. белощёких казарок. Следующий отрезок пути до Канина полуострова птицы совершают, вероятно, без посадок. На Канином полуострове казарки вновь отдыхают и следующим броском достигают мест гнездования — острова Вайгач и Новая Земля. Пути осенних миграций сходны с весенними.

## Численность
В последние десятилетия наблюдается некоторый рост численности казарок на Новой Земле, после долгого перерыва вновь появились на материковом побережье. По результатам учётов на зимовках число белощёких казарок, гнездящихся в России, к середине 1970-х гг. достигло 40—50 тыс. особей.